# Garáže Grmelova
Garáže Grmelova byly autobusové garáže Dopravního podniku města Brna. Fungovaly v letech 1930 až 1976, poté došlo k jejích úpravě na autobusové dílny, které byly v provozu až do roku 2000. Následně byl objekt prodán firmě Wärme, která jej využívala až do roku 2021, kdy byl areál zbourán.

## Historie

### Autobusové garáže
Pro své první autobusové garáže vybrala Společnost brněnských pouličních drah pozemek v dnešní Grmelově ulici, která se nachází v katastrálním území Štýřice. Místo se nacházelo mezi nově vytyčenými ulicemi Grmelova a Vojtova, přičemž v okolí ještě nebyla žádná obytná zástavba.
Stavba areálu proběhla v letech 1929 a 1930, kdy byly garáže společně s městskou autobusovou dopravou v Brně zprovozněny. Hlavní hala měla mít odstavnou plochu o rozměrech 40×64 m, což by stačilo pro deponování 55 malých autobusů o délce 10,5 m. Stavba ale byla realizována pouze o ploše 40×25 m, přičemž garáže mohly být lehce rozšířeny do plánované velikosti. K budově garáží byla přistavěna budova dílen, ve které se kromě dílen nacházela také skladiště a provizorní služební kanceláře. Dřevěná umývárna autobusů byla postavena před garážemi. Nádrž pro 50 000 l paliva se nacházela na nádvoří pod zemí. Cena (bez pozemků) této stavby činila skoro 4 milióny Kč.
V roce 1934 byla nádrž na benzín rozšířena na kapacitu 75 000 l, o dva roky později přibyly nádrže na naftu.
Po zvýšení zájmu o autobusovou dopravu ve druhé polovině 30. let byly garáže v letech 1938 a 1939 rozšířeny. V areálu byla dokončena stavba haly na původní plánované rozměry (uvnitř byla umístěna i definitivní umývárna), byla zvětšena budova s dílnami a podél Grmelovy ulice byla vystavěna dvoupodlažní správní budova. Autorem funkcionalistické dostavby, datované též do let 1937–1940, byl architekt Jindřich Kumpošt.
Po druhé světové válce byly generální opravy autobusů, dosud prováděné na Grmelově, zadávány mimobrněnským závodům nového národního podniku ČSAO. Takže na Grmelově se od počátku 50. let prováděly pouze menší opravy a údržba vozů.
Na začátku 60. let byla již kapacita garáží vyčerpána. Proto musely být v roce 1964 dodané autobusy Škoda 706 RTO dočasně umístěny v tramvajové vozovně Pisárky. Ale už na podzim téhož roku byly tyto (a další vozy z Grmelovy) umístěny ve vozovně Královo Pole (dnes Medlánky), kde bylo místo uvolněno díky přesunu všech trolejbusů zpět do husovické vozovny.
Na přelomu 60. a 70. let ale již bylo jasné, že je potřeba zcela nová, kapacitní autobusová vozovna, neboť ani přidělená část královopolské vozovny neměla potřebnou kapacitu pro umístění tehdy masově dodávaných autobusů Karosa ŠM 11. Provizorně byla tato situace řešena odstavováním vozů na ploše v Renneské třídě u řeky Svratky. Již v roce 1973 začala stavba areálu slatinské vozovny, která byla určena pro autobusy. Zprovozněna byla 26. března 1976, kdy byly všechny vozy z Grmelovy přesunuty do Slatiny. V areálu Grmelova tak dočasně zůstali pouze mechanici, a to pouze do té doby, než jim bylo ve Slatině postaveno zázemí.

### Autobusové dílny

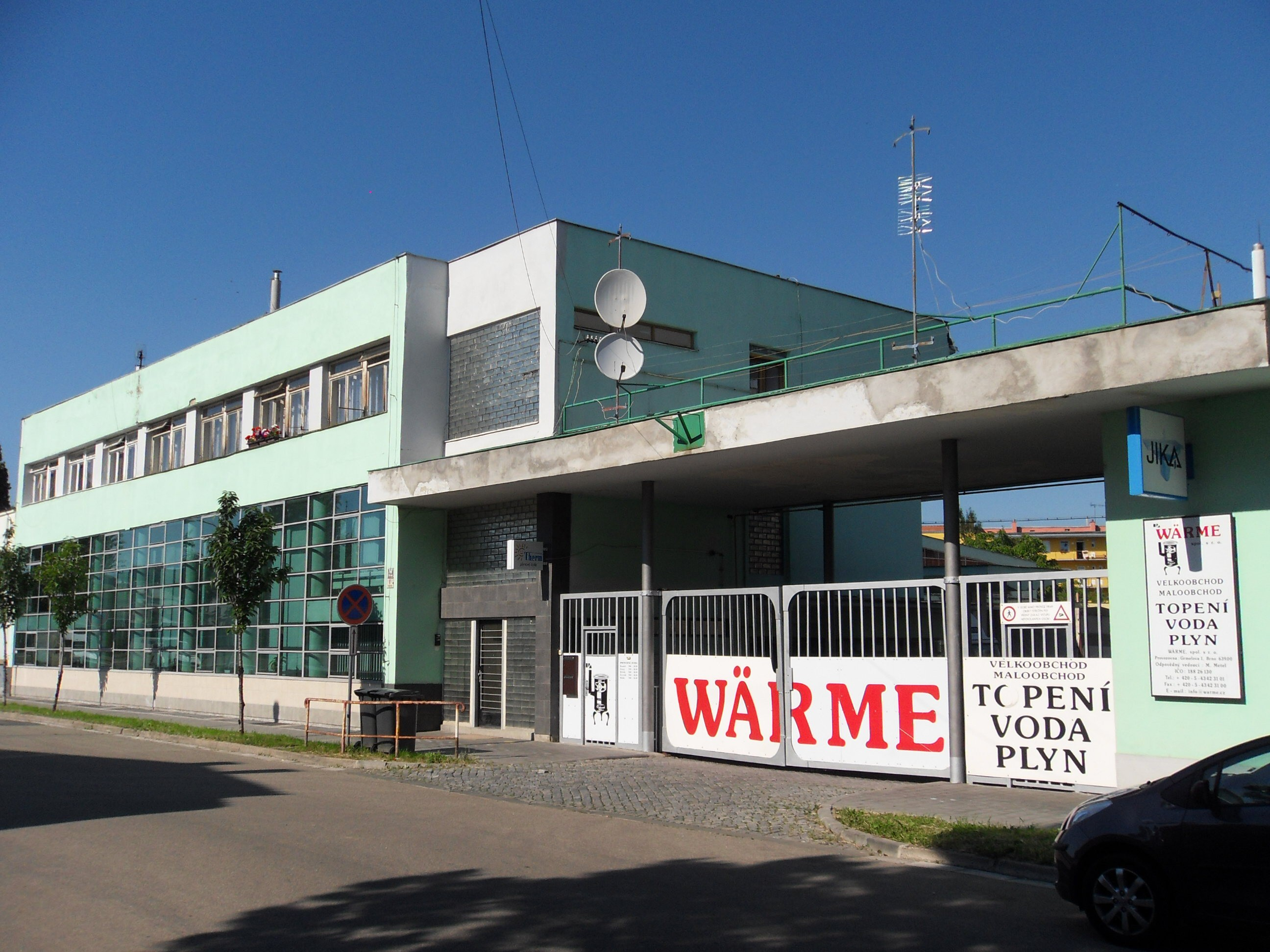
Správní budova a vjezd do bývalých garáží

Areál v Grmelově ulici byl po zrušení garáží přebudován na autobusové dílny. Přestavba proběhla do roku 1980, kdy byly dílny uvedeny do provozu. Zároveň tak skončily opravy autobusů v Ústředních dílnách, které se nacházejí v areálu královopolské (dnes medlánecké) vozovny. V dílnách Grmelova byly opravovány i vozy jiných dopravců (především ČSAD). V roce 1981 byla v areálu postavena budova lakovny.
Dílny Grmelova prováděly střední a těžkou údržbu královopolských i slatinských autobusů až do začátku 90. let, kdy byla ve Slatině zprovozněna hala pro střední údržbu. Kloubové autobusy ze Slatiny ale stále jezdily pro střední opravy na Grmelovu, neboť ve své domácí vozovně neměly dostatečné prostory a nástroje, což se změnilo nákupem zvedáků v roce 1993.
Protože slatinská opravna převzala část výkonů, přistoupily dílny Grmelova v polovině 90. let ke středním opravám trolejbusů Škoda 14Tr, které byly dosud prováděny v Ústředních dílnách. V roce 1995 došlo v areálu také k otevření stanice měření emisí, o rok později byla zprovozněna tribologická laboratoř sloužící k rozborům olejů.
Vzhledem k nedostatku financí a relativní nadbytečnosti dílen Grmelova přistoupil Dopravní podnik města Brna v roce 2000 ke zrušení dílen a prodeji celého areálu soukromému majiteli. Činnosti, které na Grmelově byly do té doby vykonávány, byly přesunuty do Slatiny (měření emisí, tribologická laboratoř, opravy a záruční prohlídky vozů externích zákazníků, menší opravy vlastních vozidel), Medlánek (menší opravy vlastních autobusů) nebo jsou objednávány u externích dodavatelů (celkové a generální opravy vlastních autobusů).
Soukromá společnost Wärme využívala areál bývalých garáží až do roku 2021, kdy byl zbořen.